# Goera curvispina
Goera curvispina là một loài trong họ Goeridae. Chúng phân bố ở miền Cổ bắc.